# Pannonia 56-1
A Pannonia 56-1 háztartási varrógép, melyet a magyar Weiss Manfréd Acél- és Fémművek gyártott az 50-es években.
Feje az ötvenes-hatvanas évek gömbölyded modernizmusát hordozza, nem tartalmaz díszítőelemeket. Arany rányomott felirattal van ráírva a neve, többi része kalapácslakkos (zöld vagy szürke). Asztala fa, kétfiókos, fa vagy csőlábakkal, fa vagy fém pedállal, behajtható a varrógépfej az asztalba. A pedálon olvasható a WM vagy RM felirat mely a gyártóra utal.